# كاميرا أريفليكس

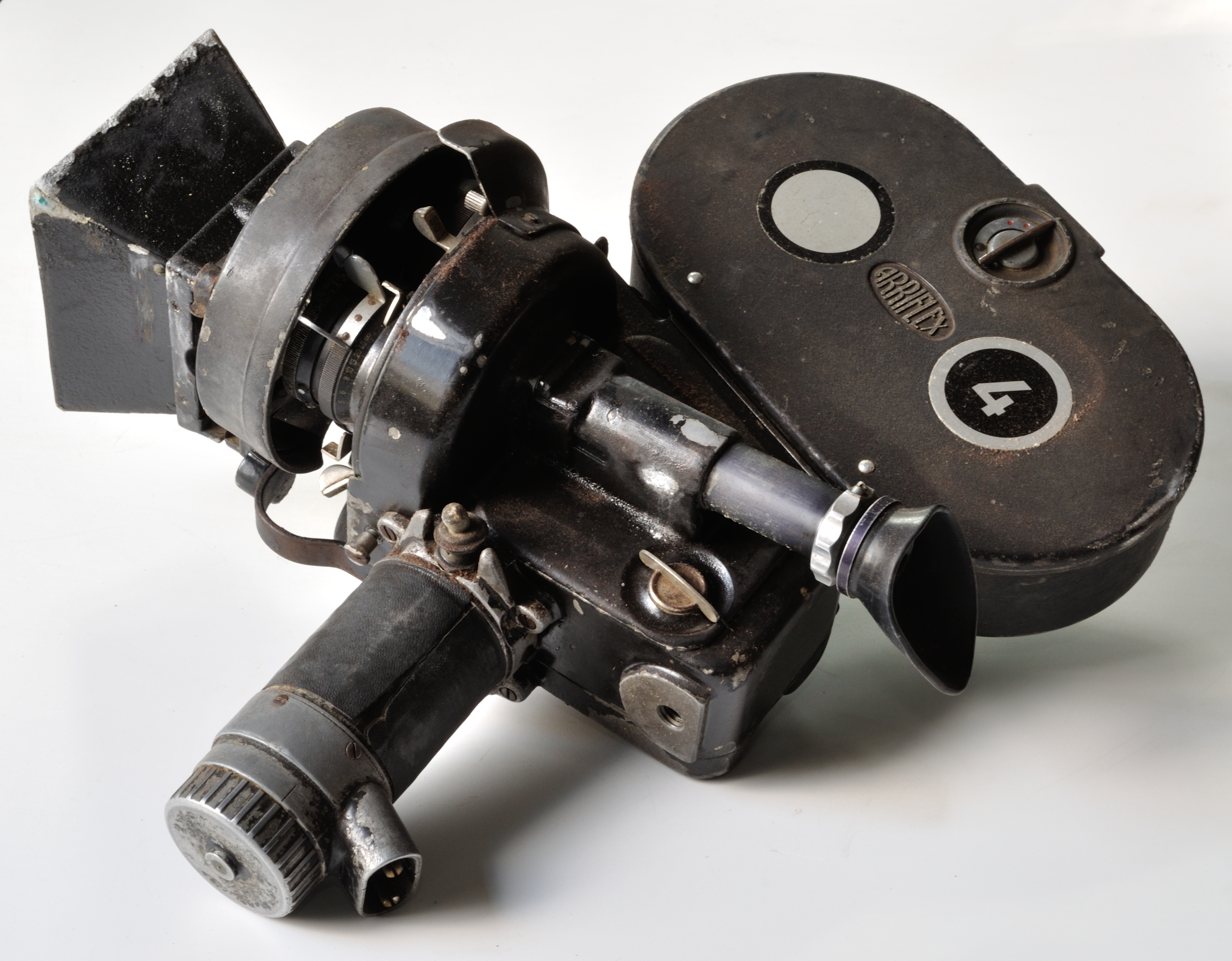
كاميرا أريفليكس 35

كاميرا أريفليكس (بالإنجليزية: Arriflex 35)‏ هي مجموعة من كاميرات السينما الاحترافية، تم تصميمها سنة 1937 من قبل شركة (Arnold & Richter Cine Technik) الألمانية (الآن أصبحت Arri). متوفرة في عدة طرازات من Arriflex 35 الأولي، وتوفر الاستخدام في صيغتي الأفلام الرئيسيتين: 35 مم و16 مم.